# Wojskowe Siły Powietrzne
Wojskowe Siły Powietrzne (ros. Военно-воздушные силы, w alfabecie łacińskim Wojenno-wozdusznyje siły), często nazywane też w skrócie WWS (ros. ВВС) – jeden z rodzajów sił zbrojnych Związku Radzieckiego, stworzony z części sił powietrznych Imperium Rosyjskiego w roku 1917.

## Początki

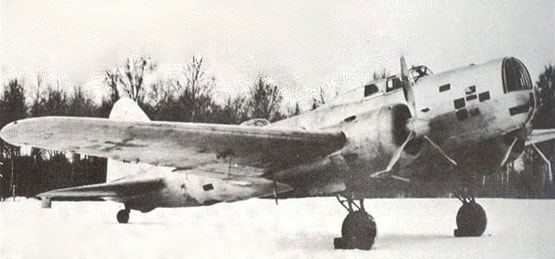
Samolot bombowy DB-3 należący do radzieckich Sił Powietrznych

Wszechrosyjskie Kolegium Kierownicze Zarządu Wojskowej Floty Powietrznej Starej Armii (ros. Всероссийская коллегия для руководства Управлением военного воздушного флота старой армии) zostało sformowane 20 grudnia 1917; na szefa Zarządu Kolegium wybrało Konstantyna Akaszewa.
24 maja 1918 Zarząd został przemianowany na Główny Zarząd Robotniczo-Chłopskiej Czerwonej Floty Powietrznej (ros. Главное управление Рабоче-Крестьянского Красного Воздушного Флота (Главвоздухфлот)), Gławwozduchfłot, kierowany przez radę w składzie szef i dwóch komisarzy. Był podporządkowany Wszechrosyjskiemu Sztabowi Głównemu, logistycznie pod CUS (od września 1921 - głównemu szefowi zaopatrzenia); od 22 września 1918 podporządkowany pod jeden z zarządów sztabu RWSR. 28 marca 1924 Gławwozduchfłot został przemianowany na Zarząd Wojskowych Sił Powietrznych ZSRR i podporządkowany Rewolucyjnej Radzie Wojskowej ZSRR. Jego zadaniem było szkolenie, ćwiczenie i przygotowanie bojowe sił powietrznych.
Po ustanowieniu państwa radzieckiego wiele wysiłków było skierowanych w celu zmodernizowania i zwiększenia produkcji lotniczej, kierowanej przez dowódcę, gen. Jakowa Ałksnisa, który następnie padł ofiarą czystek stalinowskich. Produkcja samolotów gwałtownie się zwiększyła na początku lat 30. i do końca tych lat radzieckie Siły Powietrzne były w stanie oddać do służby myśliwce I-15 i I-16 oraz bombowce Tupolew SB-2 i SB-bis oraz DB-3.
Jedną z pierwszych ważniejszych prób pokazania mocy radzieckich Sił Powietrznych była hiszpańska wojna domowa, która rozpoczęła się w 1936 roku i w której najnowsze modele zarówno niemieckich jak i radzieckich samolotów, mogły się po raz pierwszy ze sobą zmierzyć. Na początku myśliwce Polikarpow I-16 odnosiły duże sukcesy w walce z niemiecką Luftwaffe i uzyskiwały przewagę powietrzną gdziekolwiek ich używano. Jednakże Sowieci odmówili dostarczenia większej liczby tych myśliwców i zwycięstwa powietrzne szybko ustały, z powodu niedostatecznej liczby maszyn. W późniejszym czasie niemieckie Bf 109 na usługach Sił Powietrznych nacjonalistów hiszpańskich gen. Franco przypieczętowały swoją dominację w powietrzu i ta dominacja nie została już nigdy oddana.
Porażki w Hiszpanii zbiegły się z nadejściem tzw. wielkiej czystki przeprowadzonej przez Stalina, która objęła m.in. Siły Zbrojne ZSRR, w tym i lotnictwo. Czystki bardzo poważnie wpłynęły na efektywność działań sił powietrznych. Świeżo upieczonym oficerom brakowało doświadczenia zarówno w pilotażu jak i dowodzeniu, z kolei starsi dowódcy wiedząc o losie gen. Ałksnisa i wielu innych dowódców nie wykazywali chęci do podejmowania inicjatyw. Nawet najdrobniejsze decyzje konsultowali z Moskwą w celu uzyskania zgody i surowo przestrzegali założeń, w których to piloci mieli kurczowo trzymać się procedur zarówno jeżeli chodzi o atak jak i obronę powietrzną.

## II wojna światowa

### Wojna zimowa

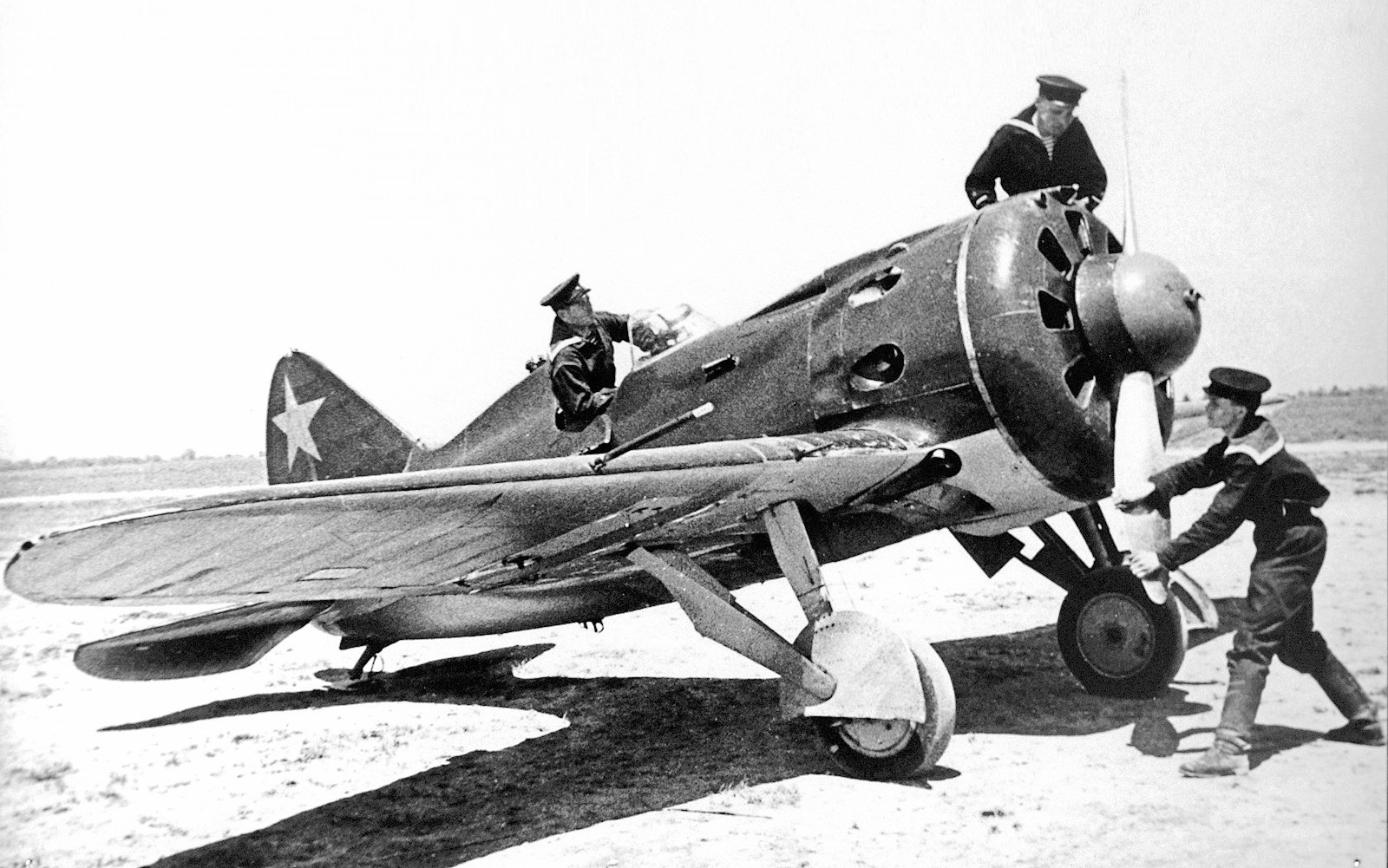
Radziecki myśliwiec I-16 podczas bitwy nad Chałchin-Goł

Piloci radzieccy zdobywali pewne doświadczenie w walce powietrznej, a to już we wspomnianej hiszpańskiej wojnie domowej czy też w wojnie z Japonią na Dalekim Wschodzie. Krótko przed wybuchem II wojny światowej radziecka grupa ochotników została wysłana do Chin w celu przećwiczenia chińskich pilotów biorących udział w trwającej wciąż wojnie z Japonią. Doświadczenia te okazały się jednak mało przydatne w wojnie zimowej z Finlandią w 1939 roku, podczas której olbrzymia liczba maszyn zarówno bombowców jak i myśliwców została zestrzelona przez względnie niewielkie siły lotnictwa fińskiego. Dowództwo radzieckich Sił Powietrznych wkrótce zdało sobie sprawę z tego, że procedury obrony powietrznej datujące się jeszcze z czasów hiszpańskiej wojny domowej, m.in. takie jak tworzenie tzw. pierścieni obronnych w momencie zaatakowania nie sprawdzało się zupełnie w walce z Finami, którzy stosowali tzw. taktykę dive-and-zoom (z ang. zanurkuj i wzbij się) wobec radzieckich maszyn. Taktyka ta przynosiła bardzo dobre efekty w postaci kilkuset zestrzelonych radzieckich samolotów. Konsekwencje wielkiej czystki przeprowadzonej przez Stalina w latach 1937–1938 we wszystkich jednostkach Armii Czerwonej odegrały niewątpliwie olbrzymią rolę w spóźnionej reakcji radzieckich Sił Powietrznych na nową jakość walk powietrznych. Radzieckie lotnictwo jak również przemysł lotniczy wyciągnęły ostateczne wnioski z tej nauki, choć stało się to dopiero po ataku Niemiec na Związek Radziecki w 1941 roku.
1 stycznia 1941 roku, na sześć miesięcy przed rozpoczęciem operacji „Barbarossa”, siły powietrzne Armii Czerwonej liczyły 363 900 osób, co składało się niespełna na 8,65% personelu wojskowego w Związku Radzieckim.
Pierwsze trzy armie lotnicze, które nosiły miano armii powietrznych specjalnego przeznaczenia zostały stworzone w latach 1936–1938. 5 listopada 1940 roku zostały one zreformowane i nadano im miano Lotnictwa Bombowego Dalekiego Zasięgu Kwatery Głównej Armii Czerwonej (do lutego 1942 roku) z powodu nieuczestniczenia w walce podczas konfliktu z Finlandią.
Siły lotnicze zostały ponownie ciężko nadszarpnięte w związku z falą czystek w Armii Czerwonej w roku 1941.

### II wojna światowa
W momencie wybuchu II wojny światowej Siły Zbrojne ZSRR były dalekie od poziomu gotowości, który umożliwiłby im zwycięstwo w wojnie. W roku 1931 Józef Stalin powiedział, że radziecki przemysł był od 50 do 100 lat w tyle za głównymi mocarstwami zachodnimi. Na koniec wojny roczna produkcja radzieckiego lotnictwa wzrosła w sposób gwałtowny do poziomu 40 241 maszyn w 1944 roku. Ze 157 261 maszyn wyprodukowanych po ataku Niemiec na ZSRR 125 655 maszyn było myśliwcami lub bombowcami.
Kontrowersje wzbudza kwestia przyczyn klęski radzieckiego lotnictwa w początkowym okresie wojny. Radzieccy piloci posiadali doświadczenie bojowe wyniesione z walk w Hiszpanii, Mandżurii i Finlandii. Nie wchodzi w grę również podawany przez historiografię radziecką efekt zaskoczenia (alarm w jednostkach bojowych ogłoszono około 2:00 w nocy), ani zniszczenia samolotów na lotniskach – podawane straty (1200 samolotów pierwszego dnia wojny) nie wyjaśniają niczego w obliczu faktu, że 22 czerwca 1941 roku w radziecką przestrzeń powietrzną wtargnęło 868 samolotów Luftwaffe, które zaatakowały zgrupowanie liczące według różnych szacunków od 7200 do 9000 samolotów Armii Czerwonej. Samoloty niemieckie nie były po prostu w stanie zaatakować wszystkich istniejących 477 lotnisk. Na stanie Armii Czerwonej 22 czerwca 1941 roku znajdowało się 20 000 samolotów bojowych, a produkcja radzieckiego przemysłu lotniczego przez cały okres wojny była wyższa od produkcji niemieckiej.

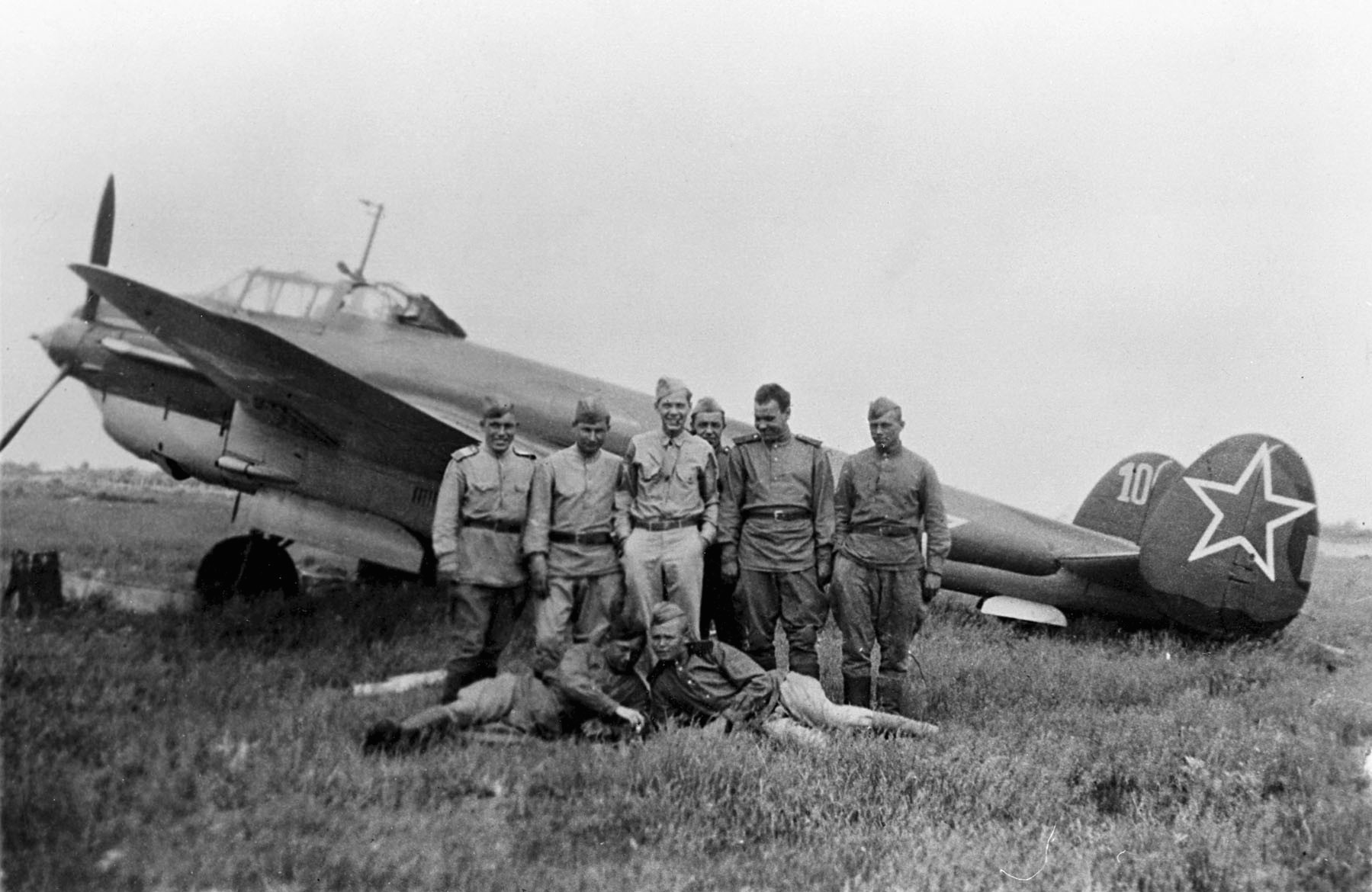
Radzieccy piloci i personel naziemny pozujący przed samolotem bombowym Pe-2 w Połtawie w czerwcu 1944 roku

Zdaniem Marka Sołonina o klęsce lotnictwa radzieckiego przesądziła jego nieprzemyślana i chaotyczna ewakuacja z lotnisk przygranicznych w głąb kraju. W ten sposób całe jednostki traciły łączność z dowództwem, a możliwości ich zaopatrywania w paliwo, części i amunicję ulegały drastycznemu pogorszeniu. Skutkowało to w wielu wypadkach koniecznością porzucania samolotów na lotniskach, do których zbliżały się czołówki Wehrmachtu. O niezorganizowanym charakterze dokonywanych przebazowań świadczą m.in. takie fakty, jak wycofywanie z frontu w pierwszej kolejności lotnictwa myśliwskiego, a nie bombowego czy kierowanie jednostek na dalekie tyły (do 350 km od linii frontu, przy czym zdarzały się przypadki ewakuowania się – w praktyce: panicznej ucieczki – samolotów aż do Smoleńska, już 22 czerwca 1941 roku).
Głównymi samolotami bojowymi używanymi w czasie II wojny światowej przez lotnictwo radzieckie były samolot szturmowy Iljuszyn Ił-2 Szturmowik oraz seria jednosilnikowych myśliwców zaprojektowanych przez Aleksandra Jakowlewa rozpoczynająca się od Jaka-1 i kończąca się na jego następcach zbudowanych w wielu wersjach. Obydwa te samoloty stały się najczęściej produkowanymi samolotami swojej klasy (Ił-2 został wybudowany w liczbie 36 183 egzemplarzy, zaś cztery główne wersje Jaka, Jak-1, Jak-3, Jak-7 i Jak-9, zostały wybudowane w trochę większej liczbie egzemplarzy, wynoszącej 36 716 samolotów) i razem stanowiły około połowy całkowitych sił wojskowego lotnictwa radzieckiego przez większą część II wojny światowej. Jak-1 był nowoczesnym typem samolotu z 1940 roku i tym samym posiadał możliwości dalszego rozwoju w przeciwieństwie do przestarzałego już Messerschmitta Bf 109 zaprojektowanego w 1935 roku. Jak-9, na wyposażeniu radzieckich Sił Powietrznych, zrównał się z maszynami Luftwaffe, w końcu uzyskując przewagę, co trwało aż do 1944 roku, kiedy to wielu pilotów Luftwaffe celowo już unikało starć z ostatnim i najlepszym modelem Jakiem-3. Inne z podstawowych samolotów lotnictwa radzieckiego to myśliwce Ławoczkin Ła-5, Petlakow Pe-2, który był dwusilnikowym samolotem szturmowym oraz prosty w formie, ale funkcjonalny i wszechstronny Iljuszyn Ił-4.
31 Pułk Lotnictwa Bombowego, który miał na stanie Pe-2 i był dowodzony przez płk Fiodora Iwanowicza Dobysza, był jedną z pierwszych jednostek gwardii w siłach powietrznych – 4 Pułkiem Lotnictwa Bombowego Gwardii. Nazwa tego pułku wywodzi się od jego działań na froncie leningradzkim pomiędzy listopadem a grudniem 1941 roku w czasie radzieckich operacji obronnych jak i kontrataku Armii Czerwonej w okolicach Tichwina.
Jako jedyne z sił powietrznych stron walczących w II wojnie światowej radzieckie Siły Powietrzne wprowadziły program, który miał szkolić kobiety w lotnictwie i wcielać je do grup bojowych. Marina Raskowa, jedna z bardzo nielicznych kobiet wojskowych w radzieckich Siłach Powietrznych, przed wojną użyła swoich wpływów u Stalina w celu sformowania trzech całkowicie kobiecych pułków powietrznych, a były to: 586 Pułk Lotnictwa Myśliwskiego, 587 Pułk Lotnictwa Bombowego i 588 Pułk Nocnych Bombowców (zwany również „nocnymi wiedźmami”). W związku z ich wielkimi sukcesami w bitwach powietrznych, te dwie ostatnie jednostki zostały uhonorowane i przemianowane na jednostki gwardii. Oprócz tych trzech pułków wiele kobiet służyło też w pułkach z przewagą liczebną mężczyzn. Kobiety piloci, nawigatorzy, strzelcy pokładowi, mechanicy, specjaliści od uzbrojenia i inny personel naziemny kobiecy składał się razem na ponad 3000 członków radzieckich Sił Powietrznych. Kobiety piloci wykonały łącznie 24 000 lotów bojowych. Z tego czasu pochodzą też dwie jedyne na świecie kobiety, które były asami myśliwskimi, a były to Lidia Litwiak i Katia Budanowa.
W odróżnieniu od jednostek naziemnych Armii Czerwonej, które posiadały olbrzymią liczbę formacji stworzonych z poszczególnych republik radzieckich, w siłach lotniczych było takich pułków bardzo niewiele. Jednym z tych nielicznych był 1 Łotewski Pułk Lotnictwa Nocnego.
Główny marsz. lotn. Aleksandr Nowikow dowodził radzieckimi Siłami Powietrznymi od 1942 roku aż do końca wojny i jest on odpowiedzialny za wprowadzenie wielu nowoczesnych zmian oraz systemów związanych z uzbrojeniem. W czasie ostatniego roku wojny niemieckie siły wojskowe i cywile uciekający w kierunku Berlina stali się celem tzw. samolotów niskiego pułapu, które to bombardowały i ostrzeliwały ich. W tych działaniach brał nawet udział absolutnie przestarzały model Polikarpowa Po-2, była to jeszcze konstrukcja z lat 20. Jednakże była to tylko mała próba tych doświadczeń, które zbierały frontowe linie Wehrmachtu co się tyczy przewagi radzieckich Sił Powietrznych. Podczas operacji jassko-kiszyniowskiej 5. i 17. Armia Lotnicza oraz lotnictwo morskie Floty Czarnomorskiej osiągnęły przewagę w samolotach nad Luftwaffe i Królewskimi Rumuńskimi Siłami Powietrznymi w stosunku 3:1, osiągając praktycznie całkowitą przewagę w powietrzu dla wojsk lądowych 2. i 3. Frontu Ukraińskiego.
Jak wiele innych państw sprzymierzonych II wojny światowej tak i Związek Radziecki otrzymał w ramach Lend-Lease Act maszyny produkcji zachodniej, głównie były to P-39 Airacobra, P-63 Kingcobra, Hawker Hurricane, Curtiss P-40 Kittyhawk i A-20 Havoc. Piloci radzieccy na P-39 dokonali największej liczby indywidualnych strąceń, które przewyższały jakichkolwiek innych pilotów, latającymi tymi maszynami. Dwa pułki lotnicze zostały wyposażone w Spitfire'y Mk. Vb na początku 1943 roku, ale natychmiast stały się ofiarą olbrzymich strat w związku z tzw. przyjacielskim ogniem, a to dlatego, że brytyjskie samoloty wyglądały wręcz identycznie jak ich niemiecki przeciwnik Bf 109. Samoloty z Lend-Lease Act składały się na ok. 12% całkowitych sił powietrznych ZSRR.
Najsłynniejszym asem myśliwskim Radzieckich Sił Powietrznych był Iwan Nikitowicz Kożedub, który zaliczył 62 indywidualne zwycięstwa powietrzne od 6 lipca 1943 do 16 kwietnia 1945 roku. Był on numerem jeden we wszystkich siłach powietrznych wojsk sprzymierzonych podczas II wojny światowej.

## Zimna wojna
W czasie zimnej wojny radzieckie Siły Powietrzne zostały uzbrojone w nowocześniejszą broń, wzmocniono je także poprzez zastosowanie nowoczesnych doktryn związanych z walką powietrzną. U szczytu swych możliwości w latach 80. XX w. siły te miały w dyspozycji ok. 10 000 samolotów, a na początku lat 90. Związek Radziecki dysponował siłą powietrzną, która zarówno jeśli chodzi o ilość jak i jakość spełniała standardy sił supermocarstwa.
W 1977 roku radzieckie Siły Powietrzne oraz Wojska PWO zostały zreorganizowane w państwach bałtyckich i obwodzie leningradzkim. Był to próbny test, który miał poprzedzać reorganizacje na skalę ogólnokrajową, która miała zostać przeprowadzona w 1980 roku. Wszystkie jednostki myśliwskie w PWO zostały przeniesione do WWS, tym samym siły obrony powietrznej zachowały jedynie rakietowe jednostki przeciwlotnicze oraz urządzenia radarowe. 6 Samodzielna Armia Obrony Powietrznej została rozwiązana, a 15 Armia Lotnicza stała się Nadbałtyckim Okręgiem Wojskowym. Choć eksperyment na skalę krajową w 1980 roku został przeprowadzony, to jednak w roku 1986 został anulowany.

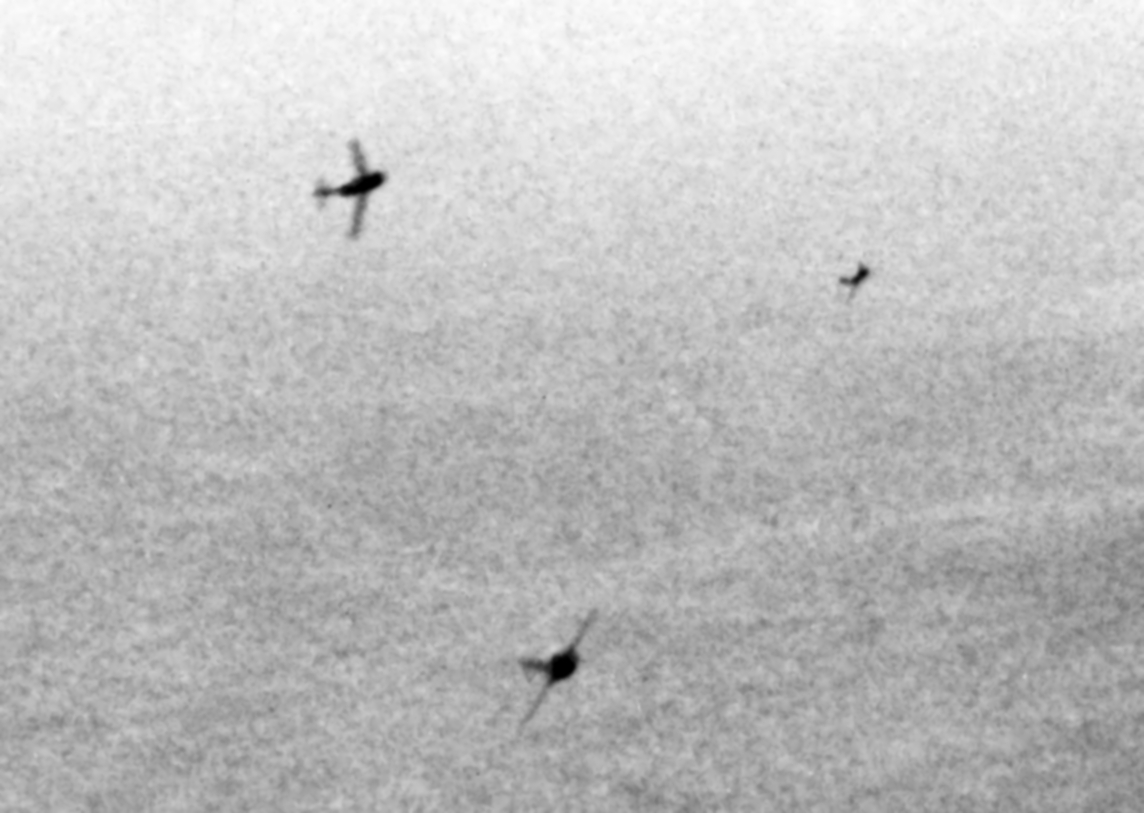
Myśliwce MiG-15 radzieckich Sił Powietrznych lecące do ataku na formację amerykańskich bombowców B-29 Superfortress nad Koreą (1951 rok)

Według artykułu z tygodnika Time z 1980 roku, który cytuje analityka z korporacji RAND, przypuszcza się, że Rosjanie pochodzenia niesłowiańskiego, czyli Żydzi, Ormianie i inni Azjaci nie mieli szans awansu w hierarchii wojskowej w radzieckich Siłach Powietrznych, Strategicznych Wojskach Rakietowych oraz w marynarce radzieckiej, a to z powodu wątpliwości do lojalności tychże mniejszości etnicznych. Analityk RANDU S. Enders Wimbush powiedział: 
Żołnierze są oczywiście rekrutowani w sposób, który odzwierciedla obawy społeczne. Przeciętny obywatel rosyjski i tym samym radziecki decydent mają poważne wątpliwości co się tyczy lojalności nie słowian, a w szczególności tych, którzy zamieszkują Azję Centralną.
Podczas zimnej wojny radzieckie Siły Powietrzne zostały podzielone na trzy główne odłamy (w odpowiedzi na dowództwa w siłach powietrznych państw zachodnich): Lotnictwo Dalekiego Zasięgu (ros. Dalnaja Awiatsija, w skrócie „DA”), które skupiało się na bombowcach dalekiego zasięgu, Lotnictwo Frontowe (ros. Frontowaja Awiatsija, w skrócie „FA”), które skupiało się na obronnych bitwach powietrznych, bliskim wsparciu lotniczym wojsk lądowych i bombardowaniach taktycznych oraz Lotnictwo Transportu Wojskowego (ros. Wojenno-Transportnaja Awiatsija, w skrócie „WTA”), które kontrolowało wszystkie samoloty transportowe. Wojska PWO (ros. Wojska protiwowozdusznoj oborony), które skupiały się na obronie przeciwlotniczej i na myśliwcach przechwytujących były wówczas osobną jednostką organizacji wojennej radzieckich sił wojskowych.

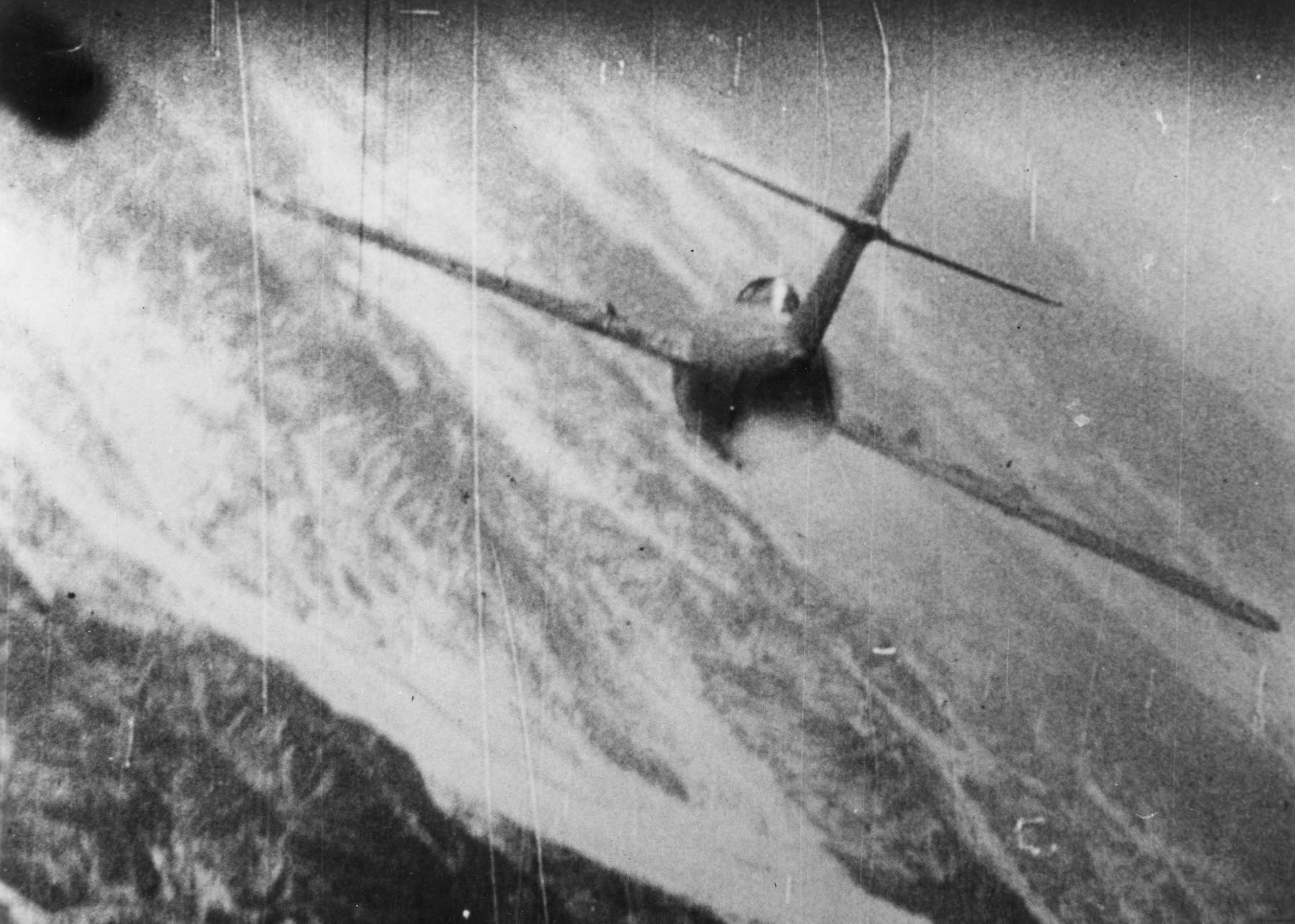
MiG-15 zaatakowany przez amerykańskiego F-86 Sabre w czasie walk powietrznych podczas wojny koreańskiej

Była też jeszcze jedna niezależna jednostka, która była ramieniem radzieckiej Marynarki Wojennej, a było to mianowicie Radzieckie Lotnictwo Morskie (ros. Awiatsija Wojenno Morskogo Fłota, w skrócie „AW-MF”).
Oficjalnym dniem radzieckich Sił Powietrznych był Dzień Radzieckiej Floty Powietrznej, podczas którego często odbywały się widowiskowe pokazy lotnicze, które miały pokazać siłę radzieckiego lotnictwa i odbywały się one na lotnisku Tuszino w Moskwie.

### Programy myśliwskie w latach 80.

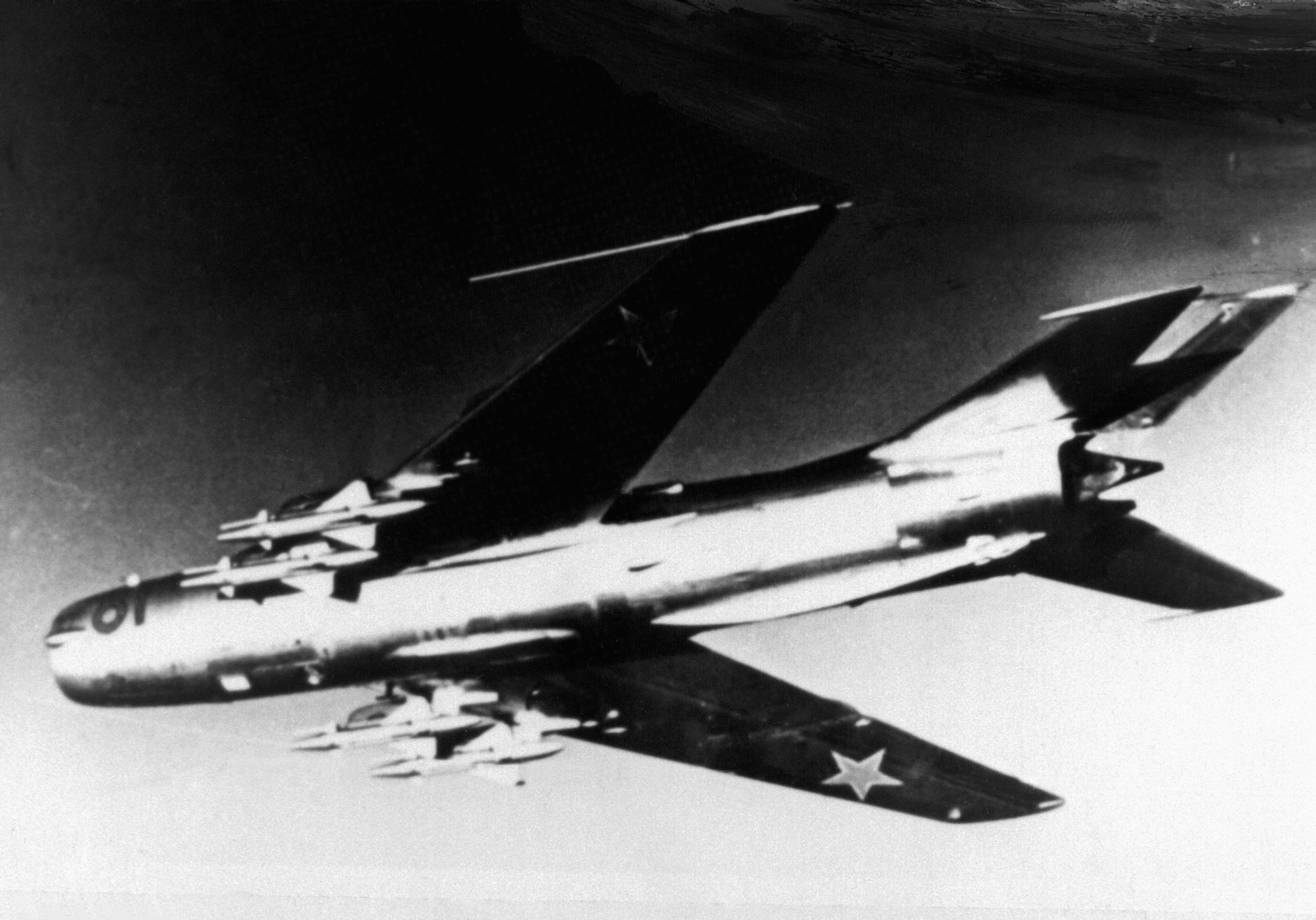
W pełni uzbrojony MiG-19 w locie 26 marca 1985 roku

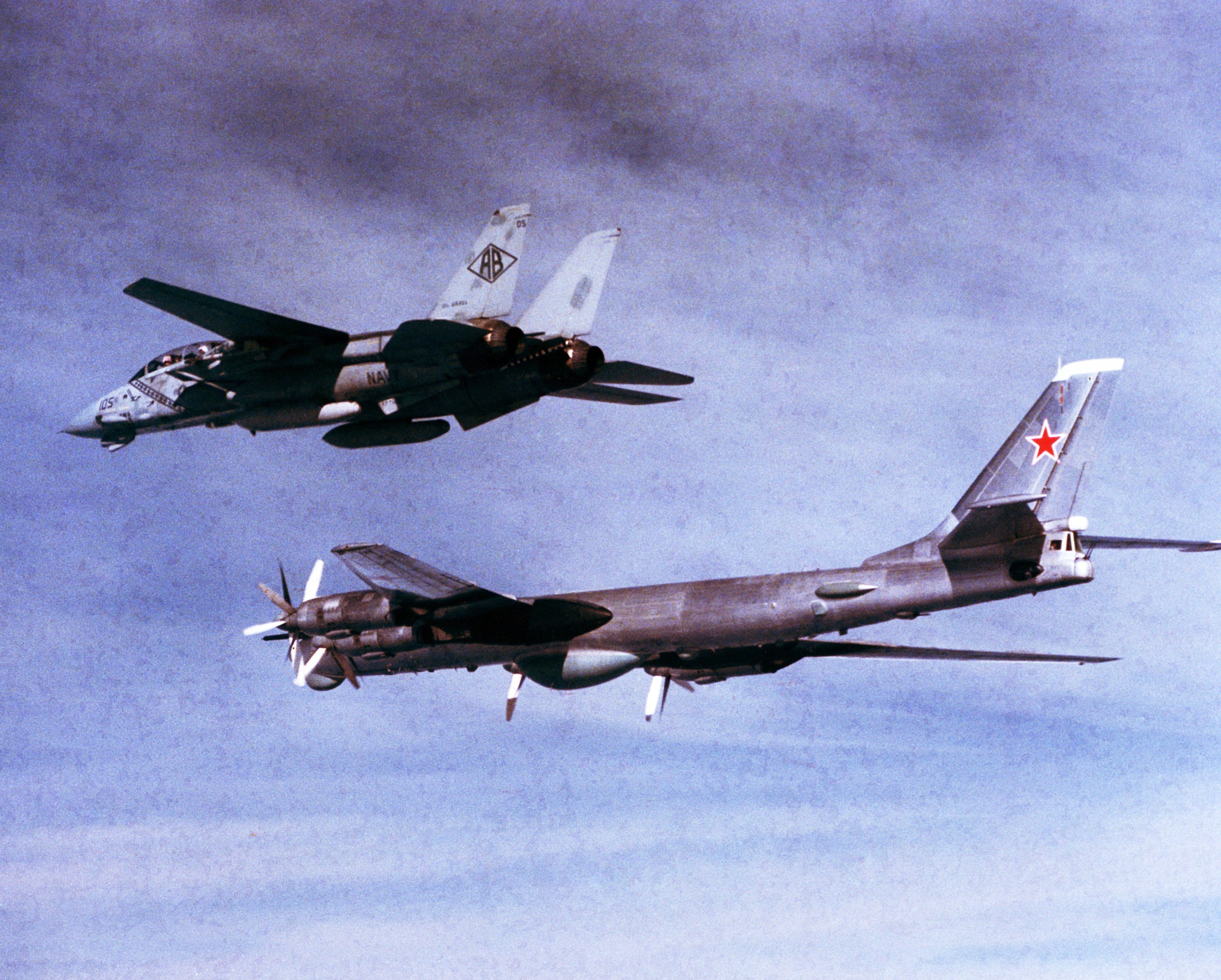
Tu-95 eskortowany przez amerykański myśliwiec F-14 Tomcat, 1 września 1985 roku

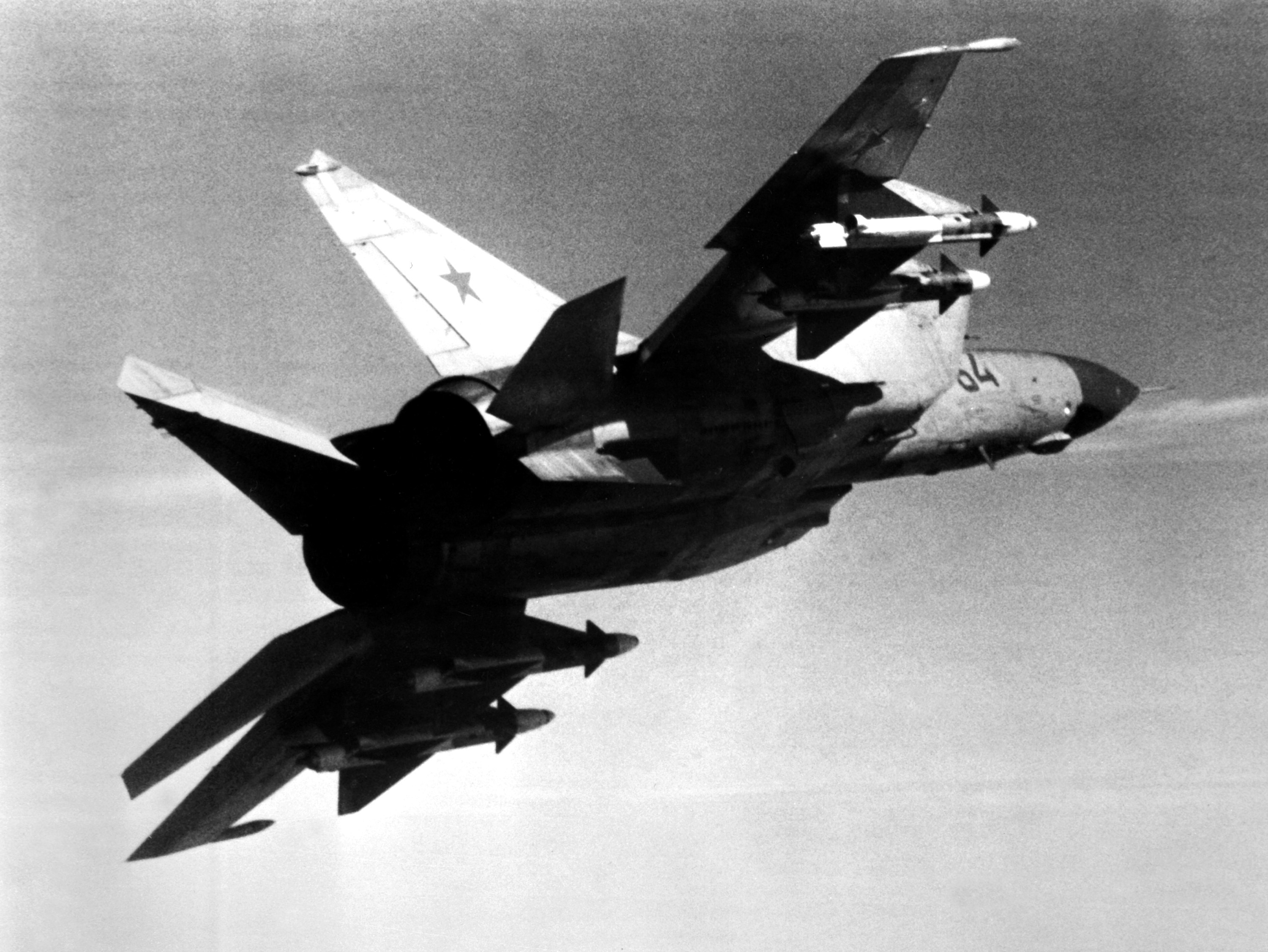
MiG-25 wyposażony w pociski rakietowe R-40, 7 lutego 1986 roku

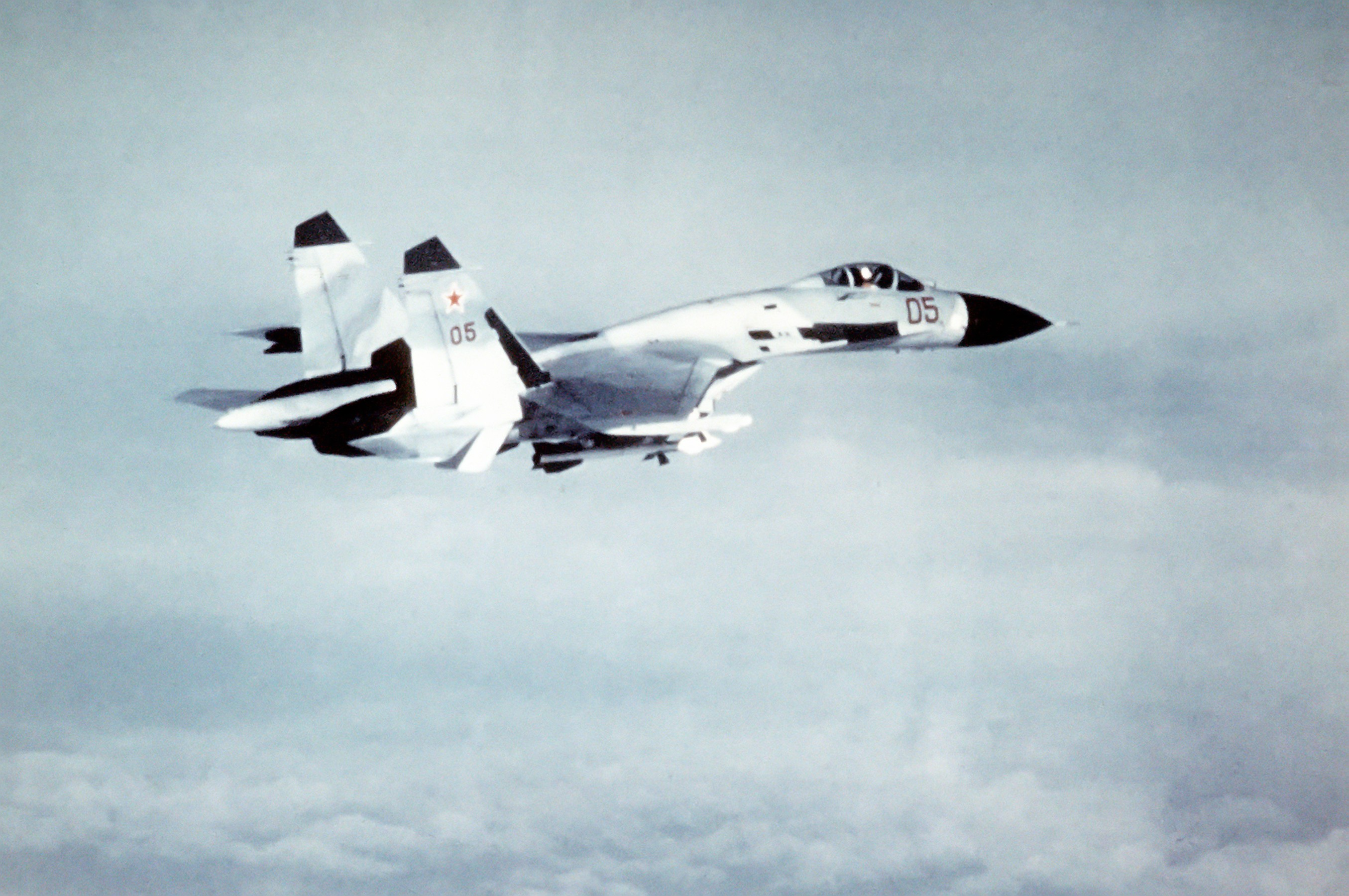
Su-27 podczas lotu 26 sierpnia 1988 roku

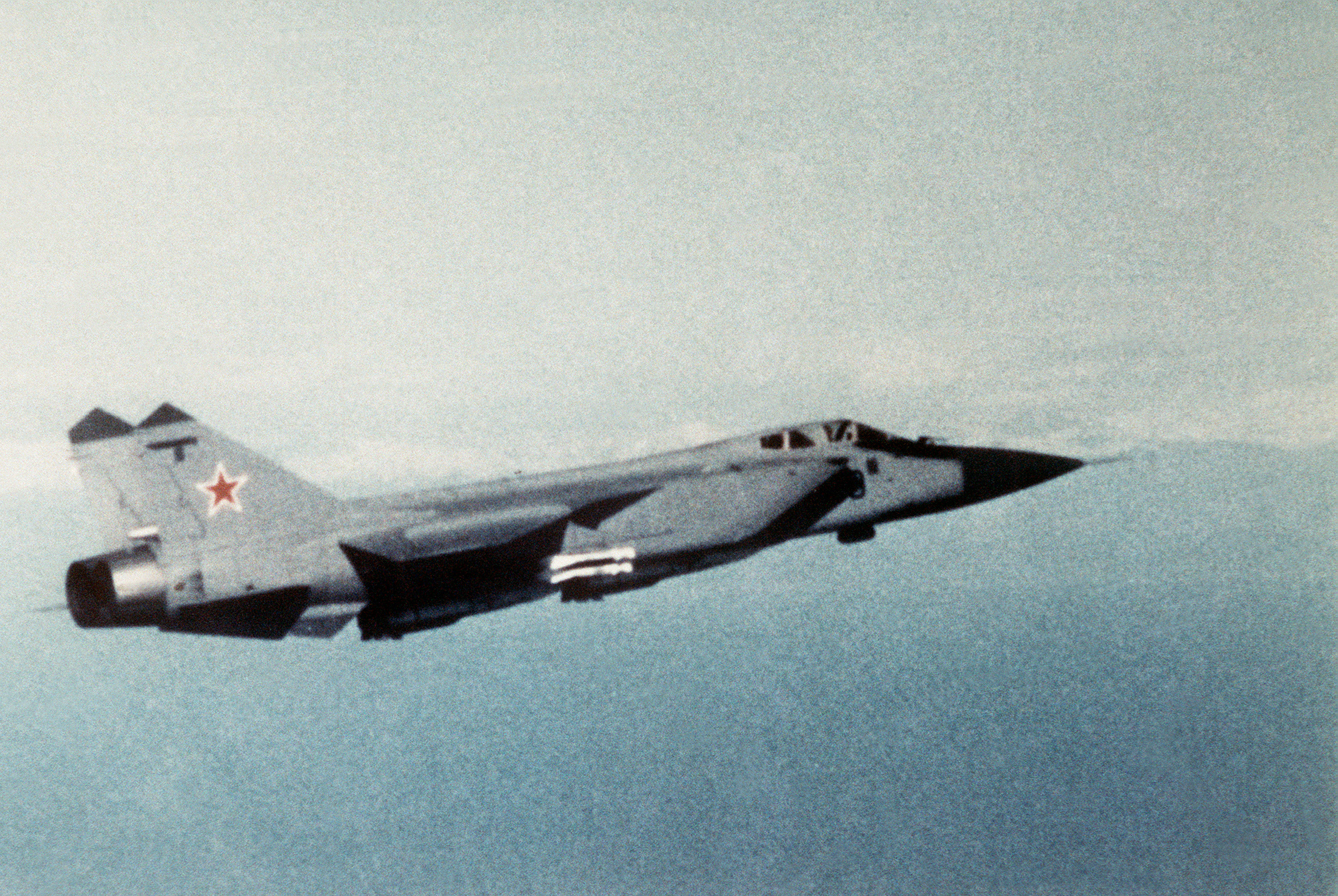
Myśliwiec przechwytujący MiG-31

W latach 80. Związek Radziecki przyjął do wiadomości istnienie w Stanach Zjednoczonych tzw. zaawansowanego myśliwca taktycznego i rozpoczął sam prace nad podobnym myśliwcem.
Rozpoczęto dwa programy, jeden z nich miał bezpośrednio zmierzyć się z amerykańskim projektem. Ten przyszły myśliwiec miał mieć nazwę Mnogofunksionalnij Frontowoj Istrebitel („MFI”, z ros. wielofunkcyjny myśliwiec do zadań frontowych) i był on przeznaczony do wykonywania specjalnych misji wielozadaniowych.
W odpowiedzi na amerykański projekt X-32/F-35 Sowieci rozpoczęli program „LFI”, który to miał za zadanie stworzyć myśliwca podobnego do X-32/F-35 posiadającego jeden silnik, ale bez możliwości wielofunkcyjnych.
Związek Radziecki w późniejszym czasie zmienił jednak projekt „LFI” na projekt „LFS”, tworząc samolot wielozadaniowy ze szczególnym naciskiem na możliwość ataku celów naziemnych. W latach 90. Rosjanie zrezygnowali z projektu „LFS” kontynuując projekt „MFI”, czyniąc to minimalnymi środkami finansowymi, wychodząc z założenia, że ważniejsze jest to niż produkcja lekkiego myśliwca. Niedawno planowany był niejaki PAK FA, który miał być zastępcą Su-27 i MiG-29. Suchoj wygrał przetarg w 2002 roku i pierwsze oblatanie tego myśliwca miało miejsce 29 stycznia 2010 roku.

### Rozpad Związku Radzieckiego
Wraz z rozpadem Związku Radzieckiego w grudniu 1991 roku maszyny i personel radzieckich Sił Powietrznych zostały podzielone na nowo powstające niepodległe państwa. Rosja otrzymała większość z tych sił, w tym ok. 40% maszyn i 65% siły żywej, tym samym stało się to podstawą nowych Rosyjskich Sił Powietrznych.

### Radzieckie Siły Powietrzne w późnych latach 80.

#### Lotnictwo Dalekiego Zasięgu
- 30 Armia Lotnicza Najwyższego Naczelnego Dowództwa (Irkuck)
- 37 Armia Lotnicza Najwyższego Naczelnego Dowództwa (specjalnie podporządkowana, Moskwa)
- 46 Armia Lotnicza Najwyższego Naczelnego Dowództwa (Smoleńsk)

#### Lotnictwo Frontowe w Grupach Wojsk
- 16 Armia Lotnicza (Grupa Wojsk Radzieckich w Niemczech)
- 4 Armia Lotnicza Najwyższego Naczelnego Dowództwa (specjalnego przeznaczenia)
- 36 Armia Lotnicza (Południowa Grupa Wojsk, Węgry)
- 131 Mieszana Dywizja Lotnicza (Centralna Grupa Wojsk, Milovice, Czechosłowacja)

#### Lotnictwo Transportu Wojskowego
Lotnictwo Transportu Wojskowego składało się z sześciu pułków i pięciu dywizji z łączną liczbą 18 pułków Lotnictwa Transportu Wojskowego w 1988 roku. Dywizjami były 3 Dywizja Lotnictwa Transportu Wojskowego Gwardii w Witebsku z czterema pułkami, 6 Dywizja Lotnictwa Transportu Wojskowego w Krzywym Rogu z dwoma pułkami, 8 Dywizja w pobliżu Omska z trzema pułkami OSNAZ, 12 Dywizja Lotnictwa Transportu Wojskowego w Migałowie, która kontynuowała tradycję 12 Dywizji Lotnictwa Bombowego z II wojny światowej i posiadała trzy pułki i 18 Dywizja Lotnictwa Transportu Wojskowego w Szawlach, kontynuująca historię 6 Dywizji Lotnictwa Bombowego Gwardii z czasów wojny, która posiadała trzy pułki.

#### Lotnictwo Frontowe
- 5 Armia Lotnicza (Odeski Okręg Wojskowy)
- 15 Armia Lotnicza (Nadbałtycki Okręg Wojskowy)
- 26 Armia Lotnicza (Białoruski Okręg Wojskowy, 15 czerwca 1992 roku, dekretem nr 5 Ministra Obrony Narodowej Republiki Białorusi dowództwo 26 Armii Lotniczej zostało zamienione na Siły Powietrzne Republiki Białorusi).
- 14 Armia Lotnicza Radzieckich Sił Powietrznych
- 24 Armia Lotnicza Najwyższego Naczelnego Dowództwa (specjalnego przeznaczenia, stacjonująca w Południowo-Zachodnim Strategicznym Okręgu. W czasie rozpadu Związku Radzieckiego armia ta stacjonowała na Białorusi i Ukrainie. Na Ukrainie znajdowały się 32 Dywizja Lotnictwa Bombowego w Starokonstantynowie, 56 Dywizja Lotnictwa Bombowego w Gródku i 138 Dywizja Lotnictwa Myśliwskiego w Myrhorodzie. Na Ukrainie w latach 1991–1992 armia miała na składzie ponad 140 Su-24, ponad 35 samolotów walki radioelektronicznej Jak-28, 40 MiG-27 i 40 Su-27 dla eskorty uderzeniowej)[30].
- 34 Armia Lotnicza (Zakaukaski Okręg Wojskowy)
- 73 Armia Lotnicza (Taszkent, Turkiestański Okręg Wojskowy)
- 76 Armia Lotnicza (Leningrad, Leningradzki Okręg Wojskowy)
- Siły Powietrzne Moskiewskiego Okręgu Wojskowego
- 23 Armia Lotnicza (Zabajkalski Okręg Wojskowy)
- 1 Armia Lotnicza Lotnictwa Frontowego (Dalekowschodni Okręg Wojskowy)
- Siły Powietrzne Wołżańsko-Uralskiego Okręgu Wojskowego

#### Wojska PWO
Niezależny element powietrzny Sił Zbrojnych ZSRR pod dowództwem Wojsk PWO.
- 2 Armia Obrony Powietrznej (część)
- 4 Armia Obrony Powietrznej
- 6 Samodzielna Armia PWO
- 8 Samodzielna Armia Obrony Powietrznej
- 10 Samodzielna Armia Obrony Powietrznej
- 11 Armia Obrony Powietrznej (Dalekowschodni Okręg Wojskowy)
- 12 Samodzielna Armia Obrony Powietrznej
- 14 Armia Obrony Powietrznej
- 19 Armia Obrony Powietrznej

#### Szkoły treningowe Radzieckich Sił Powietrznych i Wojsk PWO
Szkoły lotnicze i ośrodki treningowe w 1988:
- 5 Centralna Szkoła Kursu Przygotowania i Ulepszenia Personelu Lotniczego, Frunze, obwód czujski, Kirgiska SRR (kwatera główna Radzieckich Sił Powietrznych)
- 796 Centrum Czerwonego Sztandaru Przygotowania Oficerów Lotnictwa Myśliwskiego i Myśliwsko-Bombowego, Tockoje, obwód orenburski (kwatera główna Radzieckich Sił Powietrznych)
- Armawirska Wyższa Wojskowa Szkoła Lotnicza dla Pilotów Obrony Przeciwlotniczej im. marsz. lotn. Pawieła Kutachowa (siły powietrzne Północnokaukaskiego Okręgu Wojskowego)
- Wyższa Bałaszowa Lotnicza Akademia Wojskowa Pilotów (siły powietrzne Wołżańsko-Uralskiego Okręgu Wojskowego)
- Wyższa Barnaułuska Lotnicza Akademia Wojskowa Pilotów (siły powietrzne Syberyjskiego Okręgu Wojskowego)
- Wyższa Borisoglebska Lotnicza Akademia Wojskowa Pilotów (Borisoglebsk, siły powietrzne Północnokaukaskiego Okręgu Wojskowego)
- Wyższa Czelabińska Lotnicza Akademia Wojskowa Nawigatorów
- Kaczyńska Wyższa Wojskowa Szkoła Lotnicza dla Pilotów (Wołgograd, kwatera główna radzieckich Sił Powietrznych)
- Kańska Lotnicza Akademia Wojskowa Radiooperatorów Powietrznych Radzieckich Sił Powietrznych (Kańsk, Syberyjski Okręg Wojskowy WWS)
- Wyższa Krasnodarska Zjednoczona Akademia Techników Powietrznych (Krasnodar, siły powietrzne Północnokaukaskiego Okręgu Wojskowego)
- Wyższa Orenburska Lotnicza Akademia Wojskowa Pilotów (Orenburg, siły powietrzne Wołżańsko-Uralskiego Okręgu Wojskowego)
- Wyższa Saratowska Lotnicza Akademia Wojskowa Pilotów (Saratów, siły powietrzne Wołżańsko-Uralskiego Okręgu Wojskowego, treningi helikopterów)
- Wyższa Stawropolska Lotnicza Akademia Wojskowa Pilotów i Nawigatorów PWO (Stawropol, siły powietrzne Północnokaukaskiego Okręgu Wojskowego)
- Wyższa Syzrańska Lotnicza Akademia Wojskowa Pilotów
- Wyższa Tambowska Lotnicza Akademia Wojskowa Pilotów (Tambow, siły powietrzne Moskiewskiego Okręgu Wojskowego)
- Wyższa Lotnicza Akademia Wojskowa Pilotów Ufy (Ufa)
- Wyższa Jejska Lotnicza Akademia Wojskowa (Jejsk)
- 17 Armia Lotnicza (Kijowski Okręg Wojskowy, głównie służąca jako jednostka treningowa)
  - Wyższa Czernihowska Lotnicza Akademia Wojskowa Pilotów (Czernihów, Kijowski Okręg Wojskowy Radzieckich Sił Powietrznych)
  - Wyższa Charkowska Lotnicza Akademia Wojskowa Pilotów (Charków-Czuhujiw, Kijowski Okręg Wojskowy WWS)
  - Wyższa Woroszyłowgradzka Lotnicza Akademia Wojskowa Nawigatorów (Ługańsk)

## Szefowie sztabu
- Arkadi Rozengołtz (1923–1924)
- Piotr Baranow (1924–1931)
- Jakow Ałksnis (1931–1937)

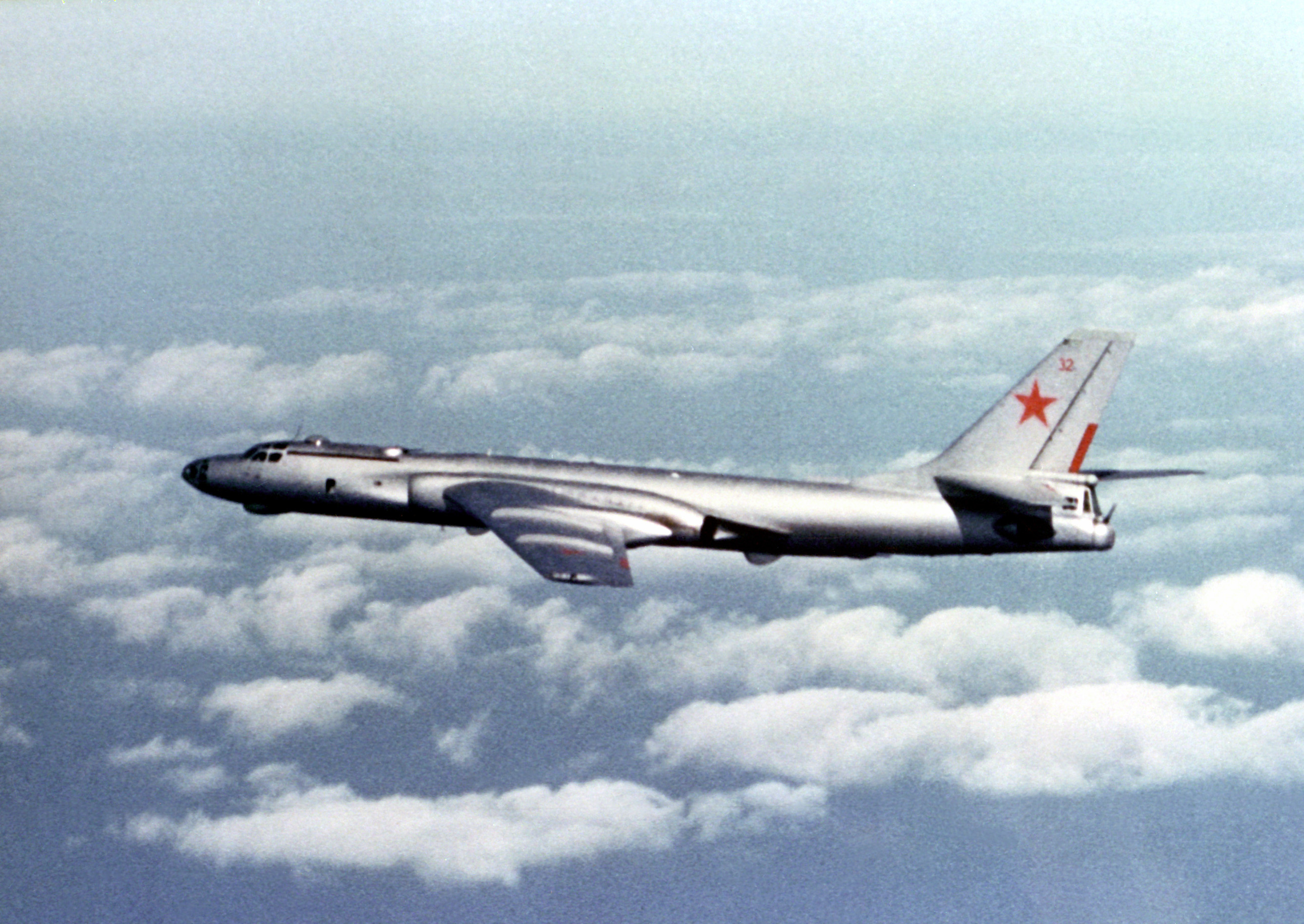
Radziecki Tu-16 w locie w styczniu 1985 roku

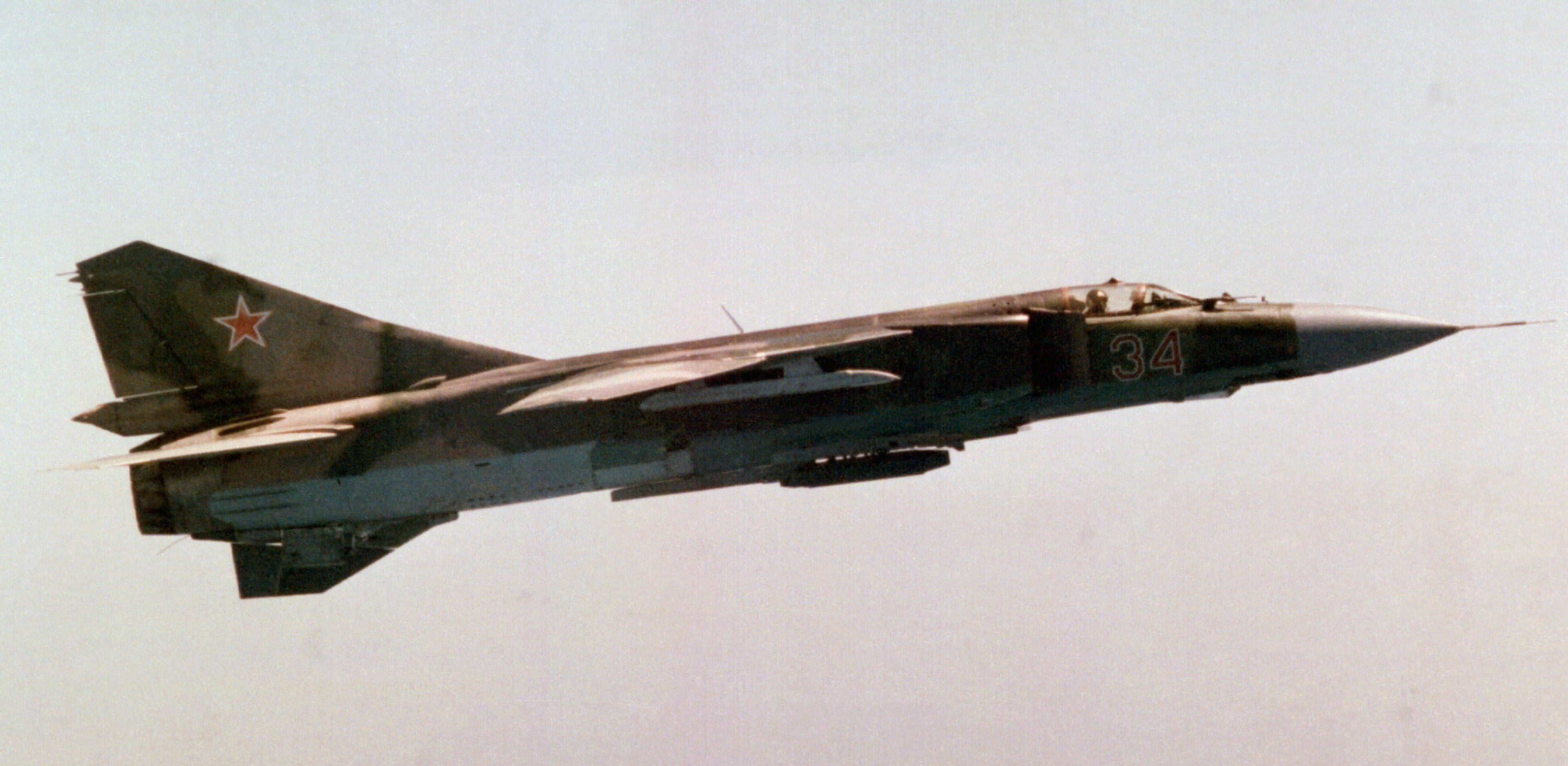
Radziecki MiG-23MLD 1 lutego 1986 roku

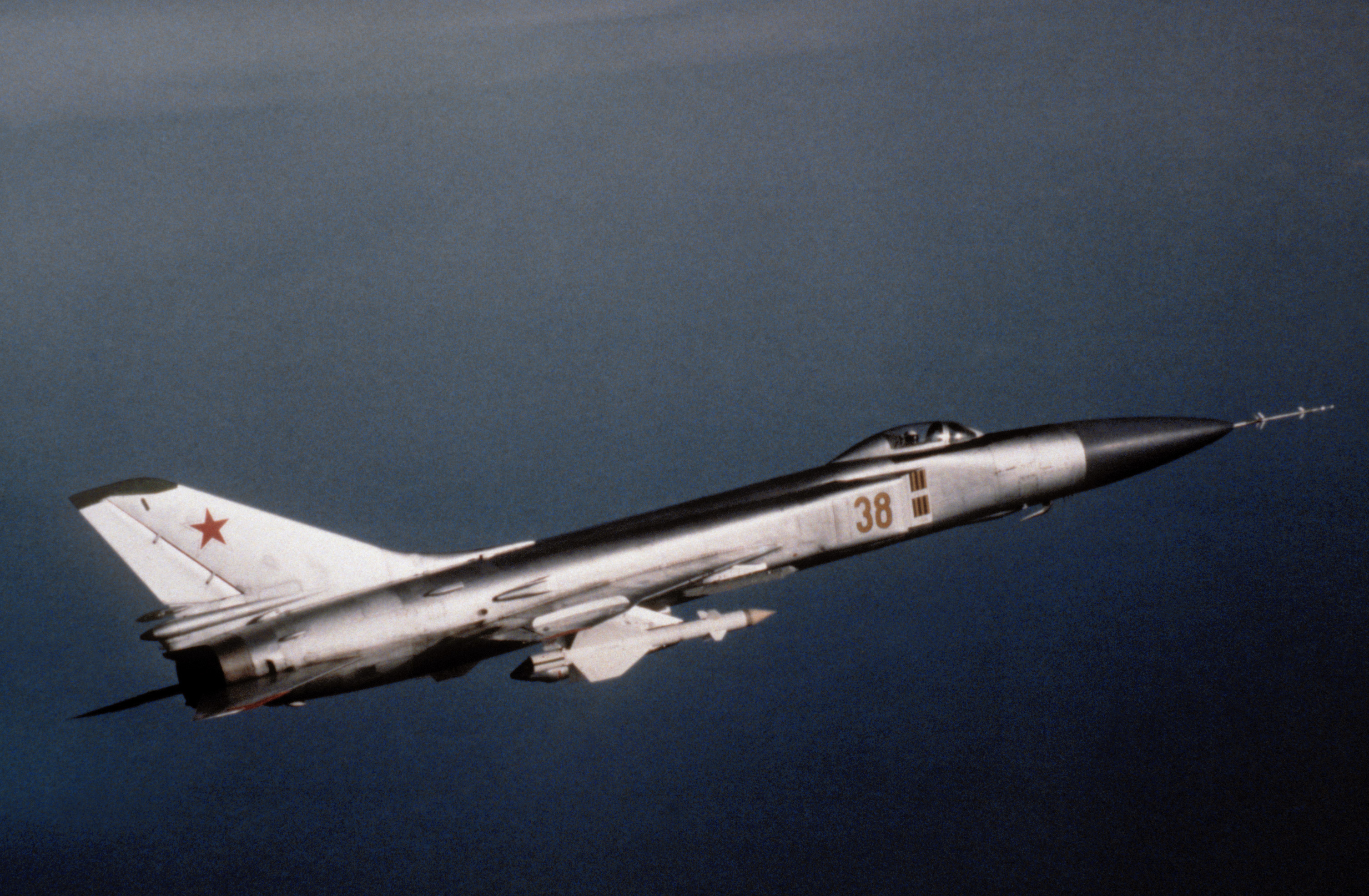
Su-15 uzbrojony w pociski rakietowe K-8, 1 maja 1989 roku

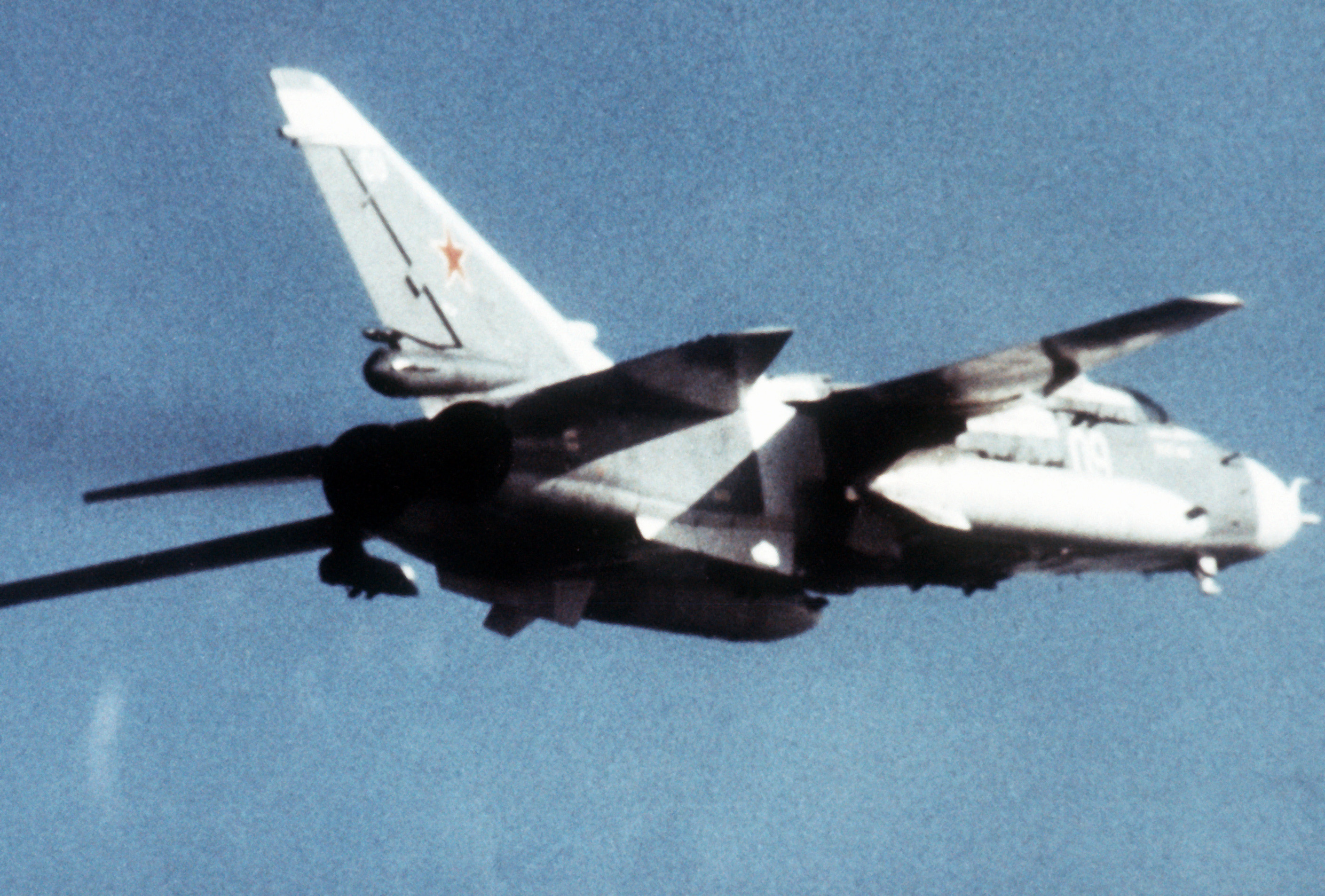
Su-24 w locie 1 maja 1985 roku

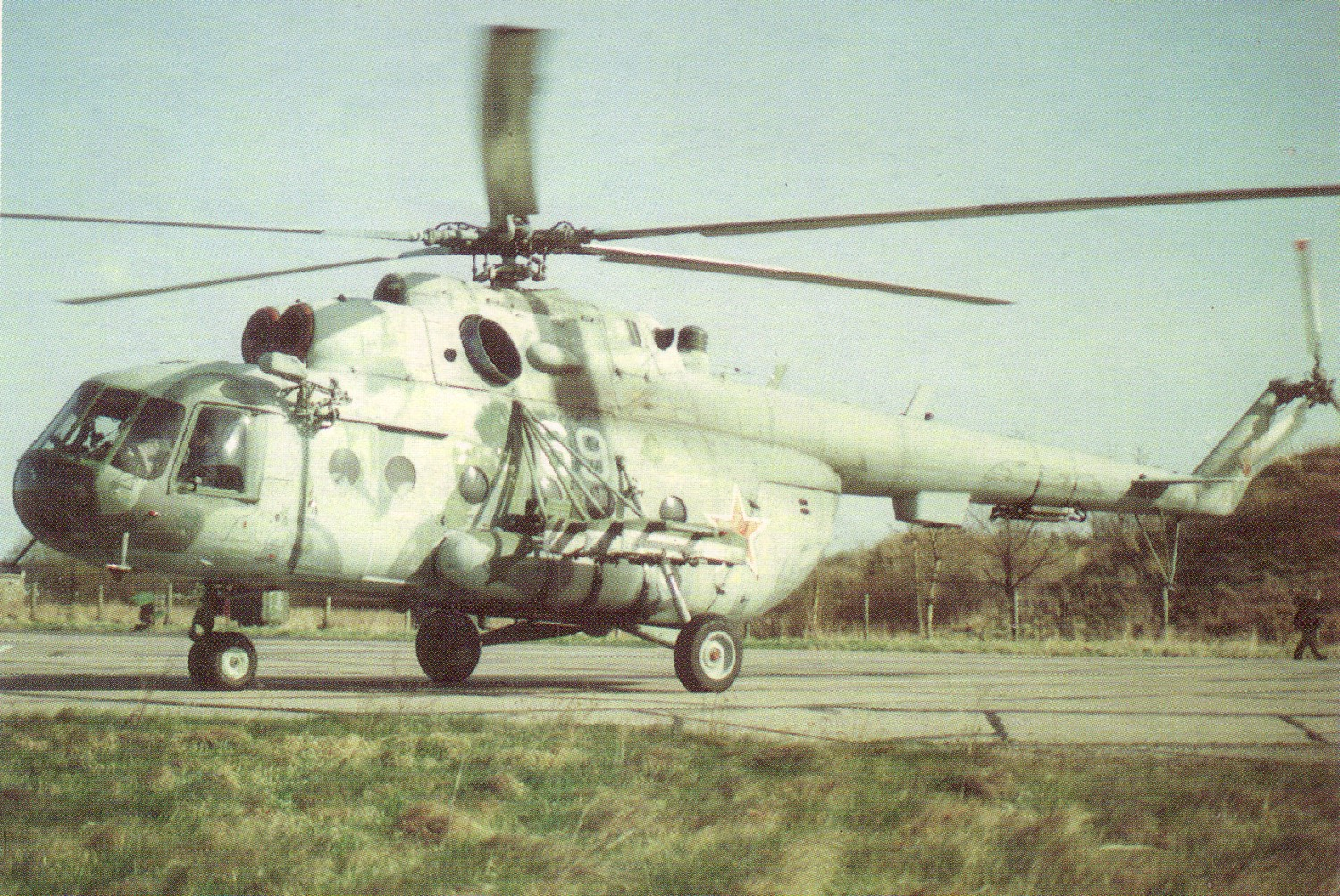
Radziecki helikopter Mi-8

- gen. płk Aleksandr Loktionow (1937–1939)
- gen. por. Jakow Smuszkiewicz (1939–1940)
- główny marsz. lotnictwa Aleksandr Nowikow (1942–1946)
- główny marsz. lotnictwa Konstantin Wierszynin (1946–1949, 1957–1969)
- główny marsz. lotnictwa Pawieł Żygariew (1949–1957)
- główny marsz. lotnictwa Pawieł Kutachow (1969–1984)
- marsz. lotnictwa Aleksandr Jefimow (1984–1990)
- marsz. lotnictwa Jewgienij Szaposznikow (1990–1991)

## Liczebność samolotów Radzieckich Sił Powietrznych w 1990
205 strategicznych bombowców
160 Tu-95
15 Tu-160
30 M-4
230 średnich bombowców
30 Tu-22M
80 Tu-16
120 Tu-22
3530 myśliwców
610 Su-27
720 MiG-29
700 MiG-23
800 MiG-21
400 MiG-31
300 MiG-25
2135 samolotów szturmowych
630 Su-24
535 Su-17
130 Su-7
500 MiG-27
340 Su-25
84 powietrzne tankowce
34 Ił-78
30 M-4
20 Tu-16
40 samolotów AWACS
40 A-50
1015 samolotów rozpoznawczych i walki radioelektronicznej
50 MiG-21
170 MiG-25
190 Su-7
235 Su-24
200 Jak-28
130 Tu-16
30 Tu-22M
10 Ił-20
620 samolotów transportowych
45 An-124
55 An-22
210 An-12
310 Ił-76
2935 cywilnych lub innych samolotów transportowych, głównie samoloty Aerofłoty, które były łatwiej konwertowane.